# Pyrrosia gardneri
Pyrrosia gardneri là một loài thực vật có mạch trong họ Polypodiaceae. Loài này được (Mett.) Sledge miêu tả khoa học đầu tiên năm 1960.